# Consulat (diplomatie)
Pour les articles homonymes, voir consulat.

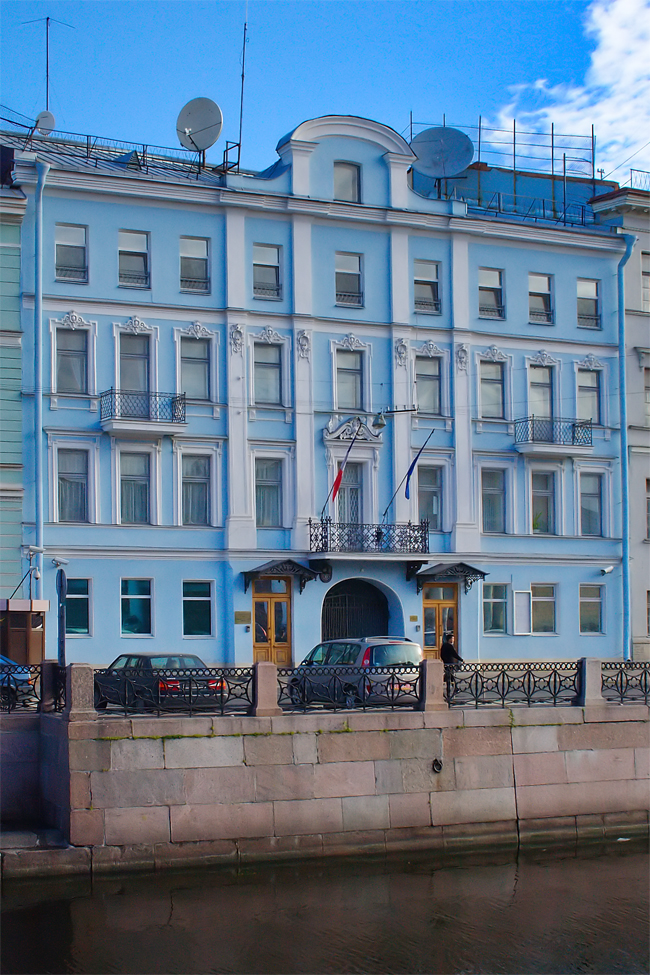
L'ancien consulat général de France à Saint-Pétersbourg.

Un consulat est le service d'un État chargé des relations avec les ressortissants de l'État accréditant (l'État qui dirige le service) au sein de l'État accréditaire (l'État où est situé le service) et son rôle est avant tout la protection de sa communauté. Il est dirigé par un consul, qui ne doit pas être confondu avec un ambassadeur, ce dernier étant le représentant de son État dans l'État d'accueil.

## Histoire
Dans la Grèce antique, les proxènes étaient chargés de protéger les membres de leur cité dans une autre cité. Au Moyen Âge, des consuls marchands, installés dans les ports de la Méditerranée, tranchaient les différends entre les membres de leurs communautés et les protégeaient.
Les Capitulations signées à partir de 1536 entre le royaume de France et l'Empire ottoman permettent l'installation de consuls français aux échelles du Levant qui veillent aux intérêts des marchands français et, dans une certaine mesure, des chrétiens orientaux ; ces dispositions sont ensuite imitées par les autres États occidentaux. Le consul est assisté par un drogman (interprète), un prêtre catholique s'il n'y a pas de clergé institué sur place, et un chancelier qui joue à la fois le rôle de secrétaire, greffier, huissier, notaire et caissier de dépôt. Un tarif de 1691 recense 29 actes pouvant être établis par le chancelier du consulat. En 1902, le poste de chancelier est aboli dans le service diplomatique français et ses fonctions sont transférées à un ou plusieurs vice-consuls.
De 1669 jusqu'à la Révolution française, les consuls ont dépendu du ministère de la Marine. Ils ont ensuite été rattachés aux Affaires étrangères.

## Mission et organisation
Le statut international des consulats et des consuls est fixé par la convention de Vienne sur les relations consulaires de 1963. 
L'article premier de la convention précise  qu'"il existe deux catégories de fonctionnaires consulaires : les fonctionnaires consulaires de carrière et les fonctionnaires consulaires honoraires. Les dispositions du chapitre II de la  Convention s’appliquent aux postes consulaires dirigés par des fonctionnaires consulaires de carrière alors que  les dispositions du chapitre III s’appliquent aux postes consulaires dirigés par des fonctionnaires consulaires honoraires".
L'établissement de relations consulaires entre deux États se fait par consentement mutuel mais n'est pas obligatoirement lié aux relations diplomatiques. L'ouverture d'un poste consulaire, qu'il soit principal (consulat ou section consulaire d'une ambassade) ou secondaire (vice-consulat ou agence consulaire) est toujours liée au consentement de l'État accréditaire (ou d'accueil).
Le consul est nommé par le chef de l'État d'envoi et ne peut exercer sa mission qu'après avoir reçu l'exequatur du pays d'accueil, procédure comparable à la remise des lettres de créance d'un ambassadeur.
À l'inverse d'une ambassade, qui est presque systématiquement implantée dans la capitale de l'État accueillant, il peut y avoir plusieurs consulats (ou agences consulaires) installés dans les plus grandes villes du pays. Les compétences consulaires peuvent être exercées dans les capitales au sein d'une section consulaire par l'autorité diplomatique (ambassade). En conséquence, les consulats sont souvent[réf. nécessaire] situés hors de la capitale, plutôt dans les principales villes de province.
Il existe néanmoins certains cas particuliers : par exemple, l'Ambassade de France en Israël est située à Tel-Aviv et le consulat général de France à Jérusalem, ce dernier ayant en outre un rôle d'interlocuteur officiel auprès de l'Autorité palestinienne. De même, le Consulat général de France à Québec est la représentation politique de la République française auprès du gouvernement du Québec.
Même si les consulats sont indépendants de l'ambassadeur dans l'exercice de leur mission, ils doivent le tenir informé régulièrement des activités concernant l'administration de leur communauté française (inscriptions au registre des Français de l'étranger, inscriptions sur les listes électorales, élections, actes d'état-civil, mesures privatives de liberté touchant les ressortissants français), ainsi que les statistiques concernant les visas délivrés aux ressortissants étrangers.
Le consulat est organisé autour d'un :
- Consul général ou consul ;
- Consul adjoint.

Le consulat est chargé de recenser et de porter assistance à tous les ressortissants du pays que l'ambassade représente, dans le respect de la légalité et de l'ordre public local. Il remplit également les fonctions de mairie pour les expatriés. Il tient l'état-civil, délivre des pièces d'identité et des passeports à ses ressortissants et des visas aux nationaux ou résidents du pays d'accueil, dresse des actes notariés et organise les élections. Il peut aussi porter assistance à ses ressortissants en cas de difficultés avec les autorités locales, y compris dans le cadre de procédures judiciaires, notamment pour vérifier que le déroulement des procédures est bien respecté. Il peut être amené à organiser l'évacuation de ses concitoyens. Il a le droit d'intervenir auprès des navires et aéronefs immatriculés dans le pays accréditant, dans le cadre de contrôle ou d'assistance. Il est, plus généralement, le lien entre le pays d'origine et le pays d'accueil.
Depuis la création de la charge, le consul est habilité à recueillir des informations commerciales et à favoriser le développement de relations commerciales, économiques, culturelles et scientifiques entre les deux États.
Le domaine d'influence d'un consulat (et par conséquent d'un consul) dans le pays est nommé circonscription consulaire. Elle représente soit la totalité du pays, soit une division territoriale du pays accréditant.

### Consulat général
Les consulats les plus importants sont nommés consulats généraux. Un consulat général exerce les mêmes fonctions, mais est dirigé par un diplomate de haut rang et est le plus souvent implanté hors de la capitale. 

### Consulat honoraire

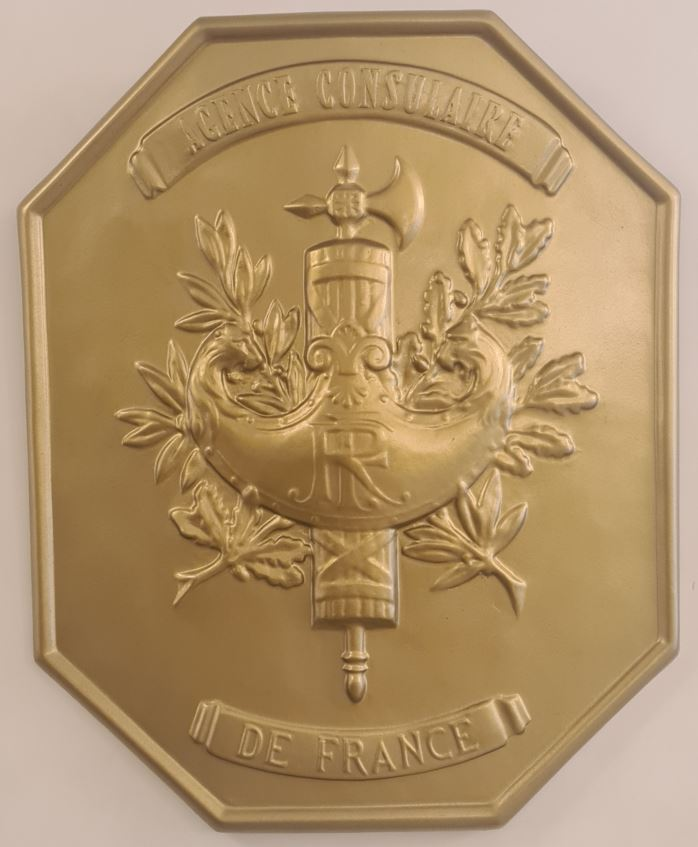
Signe du Consulat Honoraire de France à Weimar (Allemagne)

En dehors des consulats et consulats généraux, il existe des agences consulaires dont la responsabilité est confiée à des consuls honoraires, qui ne sont pas des diplomates professionnels et peuvent être nationaux du pays d'envoi ou du pays de résidence. 
Ils poursuivent leur activité professionnelle principale et ne reçoivent qu'une subvention pour couvrir tous ou une partie de leurs frais. Ils permettent en particulier de maintenir un contact plus étroit avec leurs compatriotes. Leurs compétences sont réduites par rapport à celles des consulats et consulats généraux de plein exercice, dont ils dépendent, car, en tant que bénévoles, ils ne peuvent exercer des attributions qui engageraient leur responsabilité. Leur fonction principale est la protection et l'assistance au bénéfice des ressortissants de leur pays et, en raison de leur connaissance du terrain, ils peuvent plus facilement intervenir auprès des autorités locales. Ils possèdent la prérogative de délivrer certains documents et en perçoivent les droits de chancellerie. L'inviolabilité des documents et archives consulaires est assurée au même titre que pour les consuls de carrière, sous la seule condition d'une identification précise évitant la confusion avec la correspondance privée. Ils bénéficient aussi de la part de l'État d'accueil de la même protection, ainsi que de l'exemption fiscale et douanière dans le seul cadre de leurs activités consulaires.
Le rôle du consul honoraire est reconnu par la convention de Vienne du 24 avril 1963. En France, ils sont regroupés dans une association, l'Union des consuls honoraires en France, fondée en 2002 et qui entretient des échanges avec d'autres associations de consuls honoraires en Europe et dans le monde.

## Consulats par pays

### Consulats représentant la France
En 2019, la France disposait de plus de 200 services consulaires (89 consulats généraux et consulats, 112 sections consulaires...), et de 501 agences consulaires (réseau des consuls honoraires) appuyés par la Direction des Français à l'étranger et de l'administration consulaire (DFAE) et plusieurs sites Internet (France Diplomatie / Rubrique Services aux Français, sites des consulats, etc.)
Les consuls sont généralement des fonctionnaires de catégorie A du ministère de l'Europe et des Affaires étrangères, c'est-à-dire des secrétaires ou conseillers des Affaires étrangères. Il est également courant que des vice-consuls, agents de catégorie B, soient présentés comme consuls, notamment dans les sections consulaires des ambassades. Le consul général a généralement le rang de « conseiller des affaires étrangères ».

### Consul honoraire représentant la France
Le statut des consuls honoraires pour la France, est encadré par le décret no 76-548 du 16 juin 1976. À l'égal des diplomates professionnels, le consul honoraire peut être consul général, consul, vice-consul ou agent consulaire, termes auxquels est ajouté le mot « honoraire », selon l'importance accordée à sa fonction. Il est nommé par le ministre chargé des Affaires étrangères sur proposition du chef de la circonscription consulaire dont il relève et après avis favorable de l'ambassadeur, généralement pour une période de cinq ans renouvelable. Il doit être agréé par les autorités du pays d'accueil.
Il doit avoir entre 25 et 70 ans. Il peut exercer une activité professionnelle, à l'exception de celle de fonctionnaire ou d'agent de l'État français. Il ne peut pas non plus être élu au suffrage universel. La liste des formalités ou des documents administratifs qu'il est autorisé à accomplir ou à délivrer est fixée par l'arrêté ministériel qui le nomme. S'il ne possède pas la nationalité française, ses attributions sont plus limitées, en particulier en ce qui concerne les actes d'état-civil, notariés ou juridiques.
Si, à la différence d'un consul professionnel, il n'est pas chargé d'administrer une communauté française, il a néanmoins l'obligation de tout mettre en œuvre pour assurer la protection des ressortissants français, en résidence ou de passage.
En échange de la défense des intérêts de la France et de ses ressortissants, le consul honoraire reçoit le droit d'arborer l'écu et le pavillon français. Il a même une obligation de pavoisement les 8 mai, 14 juillet et 11 novembre, ainsi que, par courtoisie, lors des principales fêtes du pays d'accueil.

## Dans la fiction
Plusieurs œuvres de fiction mettent en scène un personnage de consul :
- Le Consul de Curitiba, chanson française popularisée par Dario Moreno qui, sur un air de samba, raconte la vie insouciante d'un consul sous les Tropiques[9] ;
- Au-dessous du volcan, roman britannique de Malcolm Lowry paru en 1947. L'œuvre raconte l'histoire de Geoffrey Firmin, consul britannique dans une petite ville du Mexique, alcoolique rongé par le remords, tué par des pistoleros qui le prennent pour son frère Hugh[10] ;
- Le Vice-Consul, roman français de Marguerite Duras (éd. Gallimard, 1966) : un vice-consul à Lahore est rappelé pour avoir tiré sur des lépreux[11] ;
- La Poudre d'escampette, film français de Philippe de Broca (1971) d'après le roman La Route au soleil de Robert Beylen (Presses de la Cité, 1969) : pendant la Seconde Guerre mondiale, l'épouse américaine d'un consul suisse en Libye italienne aide un militaire britannique et un trafiquant français à échapper aux troupes de l'Axe[12] ;
- Le Consul honoraire (The Honorary Consul), roman britannique de Graham Greene (éd. The Bodley Head, 1973) : un Britannique, consul honoraire dans un pays d'Amérique latine, est enlevé par des guérilleros qui le prennent pour l'ambassadeur des États-Unis ;
- Le Consul honoraire, film britannique de John Mackenzie (1983) tiré du roman éponyme de Graham Greene ;
- Monsieur le Consul, roman français de Lucien Bodard (éd. Grasset, 1973) : les déboires d'un consul de France qui doit faire construire un chemin de fer en Chine au temps des seigneurs de la guerre ;
- Mon curé chez les Thaïlandaises, film comique français de Robert Thomas sorti en 1983 : un consul d'Écosse, joué par Jacques Balutin, est enlevé par des pirates puis confondu avec un curé ;
- Le Suspendu de Conakry, roman français de Jean-Christophe Rufin (éd. Flammarion, 2018) : un consul de France, anti-héros indolent, végète dans des postes subalternes ;
- Le Consul, roman algérien de Salim Bachi (éd. Gallimard, 2014) : histoire du consul Aristides de Sousa Mendes, père de famille tranquille, qui sauve des milliers de juifs de la persécution nazie en leur délivrant des visas[11].